# Derrick Anderson
Derrick Anderson (ur. 9 maja 1966) – guamski judoka. Olimpijczyk z Seulu 1988, gdzie zajął 34. miejsce w wadze półlekkiej.

## Letnie Igrzyska Olimpijskie 1988
| Konkurencja | Eliminacje             | Klas. końcowa |
| Konkurencja | Przeciwnik I           | Miejsce       |
| ----------- | ---------------------- | ------------- |
| 65 kg       | Claudio Yafuso (ARG) P | 34.           |